# NGC 3239
NGC 3239 é uma galáxia irregular (IBm/P) localizada na direcção da constelação de Leo. Possui uma declinação de +17° 09' 37" e uma ascensão recta de 10 horas, 25 minutos e 05,5 segundos.
A galáxia NGC 3239 foi descoberta em 21 de Março de 1784 por William Herschel.